# دالاس لونغ
دالاس لونغ (بالإنجليزية: Dallas Long)‏ هو لاعب قوى وطبيب أسنان أمريكي، ولد في 13 يونيو 1940 في باين بلاف في الولايات المتحدة.

## وصلات خارجية
- دالاس لونغ على موقع الاتحاد الدولي لألعاب القوى (الإنجليزية)
- دالاس لونغ على موقع الاتحاد الأمريكي لسباقات المضمار والميدان، قاعة المشاهير (الإنجليزية)
- دالاس لونغ على موقع اللجنة الأولمبية الدولية (الإنجليزية)
- دالاس لونغ على موقع أوليمبيديا (الإنجليزية)